# Liste der Kulturdenkmale in Beetzendorf
In der Liste der Kulturdenkmale in Beetzendorf sind alle  Kulturdenkmale der Gemeinde Beetzendorf und ihrer Ortsteile aufgelistet. Grundlage ist das Denkmalverzeichnis des Landes Sachsen-Anhalt, das auf Basis des Denkmalschutzgesetzes des Landes Sachsen-Anhalt vom 21. Oktober 1991 durch das Landesamt für Denkmalpflege und Archäologie Sachsen-Anhalt erstellt und seither laufend ergänzt wurde (Stand: 31. Dezember 2022).

## Kulturdenkmale nach Ortsteilen

### Beetzendorf
| Lage                                                                | Bezeichnung    | Beschreibung | Erfassungs- nummer | Ausweisungsart               | Bild           |
| ------------------------------------------------------------------- | -------------- | --- | ------------------ | ---------------------------- | -------------- |
| ca. 1 km östlich außerhalb der Ortslage am Eiskuhlenberg (Karte)    | Friedhof       | Gutsfriedhof Beetzendorf, 1870 angelegter Gutsfriedhof mit Gräbern von Mitgliedern und Mitarbeitern der Familie von der Schulenburg. | 094 30542          | Denkmalbereich               | Weitere Bilder |
| Alte Dorfstraße 28 (Karte)                                          | Tür            | | 094 30545          | Baudenkmal                   | Tür            |
| Am Apenburger Hof 1, 3, 4, 9, 9a am nordwestlichen Ortsrand (Karte) | Apenburger Hof | Rittergut Ehemals Sitz der schwarzen Linie der Familie von der Schulenburg.                                                          | 094 30539          | Baudenkmal                   | Weitere Bilder |
| Am Apenburger Hof 3, 4 (Karte)                                      | Herrenhaus     | Herrenhaus | 094 30539 001      | Teilobjekt eines Baudenkmals | BW             |
| Am Apenburger Hof 1 (Karte)                                         | Herrenhaus     | Herrenhaus | 094 30539 002      | Teilobjekt eines Baudenkmals | BW             |
| Am Apenburger Hof 9, 9a (Karte)                                     | Forsthof       | Forsthof | 094 30539 003      | Teilobjekt eines Baudenkmals | BW             |
| Am Apenburger Hof (Karte)                                           | Park           | Park | 094 30539 004      | Teilobjekt eines Baudenkmals | BW             |
| Bahnhofstraße 5 (Karte)                                             | Hotel          | Hotel 2022 als Baudenkmal ausgewiesen.                                                                                               | 094 18840          | Baudenkmal                   | BW             |
| Beverhol (Karte)                                                    | St. Marien     | Kirche Evangelische Marienkirche, 1735/36 erbaut.                                                                                    | 094 30538          | Baudenkmal                   | Weitere Bilder |
| Beverhol 2 (Karte)                                                  | Pfarrhof       | Pfarrhof 2021 als Denkmal eingetragen                                                                                                | 094 21287          | Baudenkmal                   | BW             |
| Beverhol 6a, Steinweg (Karte)                                       | Großer Hof     | Rittergut Ehemaliges Gräfliches Schloss der Familie von der Schulenburg, Gut Beetzendorf I.                                          | 094 30536          | Baudenkmal                   | Weitere Bilder |
| Beverhol 6a, Steinweg (Karte)                                       | Herrenhaus     | Herrenhaus | 094 30536 001      | Teilobjekt eines Baudenkmals | BW             |
| Beverhol 6a, Steinweg (Karte)                                       | Park           | Park | 094 30536 002      | Teilobjekt eines Baudenkmals | BW             |
| Beverhol, Steinweg inmitten des Gutsparks (Karte)                   | Burgruine      | Burg Beetzendorf | 094 30537          | Baudenkmal                   | Weitere Bilder |
| Freistraße 11 (Karte)                                               | Wohnhaus       | | 094 30547          | Baudenkmal                   | Wohnhaus       |
| Freistraße, Steinweg (Karte)                                        | Denkmal        | Kriegerdenkmal Beetzendorf, 1911 errichtet zur Erinnerung an Deutschlands Einigung 1871.                                             | 094 30546          | Baudenkmal                   | Denkmal        |
| Friedensstraße 26 (Karte)                                           | Wohnhaus       | | 094 30535          | Baudenkmal                   | Wohnhaus       |
| Goethestraße südlich des Apenburger Hofes (Karte)                   | Friedhof       | | 094 30540          | Denkmalbereich               | Friedhof       |
| Lindenstraße 9 (Karte)                                              | Speicher       | 1900 erbaut. | 094 30544          | Baudenkmal                   | Speicher       |
| Steinweg 2 (Karte)                                                  | Kirche         | Katholische Kirche Mariä Himmelfahrt, 1937–38 erbaut.                                                                                | 094 30543          | Baudenkmal                   | Weitere Bilder |
| Steinweg 23 (Karte)                                                 | Postamt        | Ehemaliges Postamt. | 094 30541          | Baudenkmal                   | Postamt        |

### Jeeben
| Lage                                | Bezeichnung    | Beschreibung                   | Erfassungs- nummer | Ausweisungsart | Bild           |
| ----------------------------------- | -------------- | ------------------------------ | ------------------ | -------------- | -------------- |
| Dorfstraße (Karte)                  | Kirche         | Evangelische Dorfkirche Jeeben | 094 90332          | Baudenkmal     | Weitere Bilder |
| Dorfstraße (Karte)                  | Kriegerdenkmal | Kriegerdenkmal Jeeben          | 094 90327          | Baudenkmal     | BW             |
| Dorfstraße 1, 2, 21, 22, 23 (Karte) | Häusergruppe   |                                | 094 90331          | Denkmalbereich | BW             |
| Dorfstraße 14 (Karte)               | Torscheune     |                                | 094 90329          | Baudenkmal     | BW             |
| Dorfstraße 16 (Karte)               | Bauernhof      |                                | 094 90328          | Baudenkmal     | BW             |
| Dorfstraße 30 (Karte)               | Bauernhof      |                                | 094 90330          | Baudenkmal     | BW             |

### Audorf
| Lage                       | Bezeichnung           | Beschreibung   | Erfassungs- nummer | Ausweisungsart               | Bild           |
| -------------------------- | --------------------- | -------------- | ------------------ | ---------------------------- | -------------- |
| östlicher Ortsrand (Karte) | Mühle                 | Mühle          | 094 90301          | Baudenkmal                   | BW             |
| Dorfstraße (Karte)         | Dorfkirche Audorf     | Kirche         | 094 90297          | Baudenkmal                   | Weitere Bilder |
| in der Dorfkirche (Karte)  | Wandbild              | Wandbild       | 094 90297 001      | Teilobjekt eines Baudenkmals | BW             |
| in der Kirche (Karte)      | Wandbild              | Wandbild       | 094 90297 002      | Teilobjekt eines Baudenkmals | BW             |
| Dorfstraße 24 (Karte)      | Mühle                 |                | 094 90294          | Baudenkmal                   | BW             |
| Hauptstraße (Karte)        | Kriegerdenkmal Audorf | Kriegerdenkmal | 094 90295          | Baudenkmal                   | BW             |
| Audorf 2 (Karte)           | Bauernhaus            |                | 094 90300          | Baudenkmal                   | BW             |
| Audorf 19 (Karte)          | Wohnhaus              |                | 094 90298          | Baudenkmal                   | BW             |
| Audorf 23 (Karte)          | Bauernhof             |                | 094 90299          | Baudenkmal                   | BW             |

### Bandau
| Lage               | Bezeichnung | Beschreibung | Erfassungs- nummer | Ausweisungsart | Bild           |
| ------------------ | ----------- | ------------ | ------------------ | -------------- | -------------- |
| Dorfstraße (Karte) | Kirche      |              | 094 90290          | Baudenkmal     | Weitere Bilder |

### Darnebeck
| Lage               | Bezeichnung | Beschreibung | Erfassungs- nummer | Ausweisungsart | Bild   |
| ------------------ | ----------- | ------------ | ------------------ | -------------- | ------ |
| Dorfstraße (Karte) | Kirche      |              | 094 30556          | Baudenkmal     | Kirche |

### Groß Gischau
| Lage                 | Bezeichnung    | Beschreibung | Erfassungs- nummer | Ausweisungsart | Bild   |
| -------------------- | -------------- | ------------ | ------------------ | -------------- | ------ |
| Dorfplatz 3 (Karte)  | Bauernhof      |              | 094 90398          | Baudenkmal     | BW     |
| Dorfstraße (Karte)   | Kirche         |              | 094 05987          | Baudenkmal     | Kirche |
| Dorfstraße (Karte)   | Kriegerdenkmal |              | 094 90374          | Baudenkmal     | BW     |
| Dorfstraße 9 (Karte) | Bauernhof      |              | 094 90375          | Baudenkmal     | BW     |

### Hohentramm
| Lage              | Bezeichnung | Beschreibung | Erfassungs- nummer | Ausweisungsart | Bild   |
| ----------------- | ----------- | ------------ | ------------------ | -------------- | ------ |
| Dorfplatz (Karte) | Kirche      |              | 094 90312          | Baudenkmal     | Kirche |

### Käcklitz
| Lage               | Bezeichnung         | Beschreibung                                                                             | Erfassungs- nummer | Ausweisungsart | Bild                |
| ------------------ | ------------------- | ---------------------------------------------------------------------------------------- | ------------------ | -------------- | ------------------- |
| Dorfstraße (Karte) | Dorfkirche Käcklitz | aus Feldsteinen errichtete Evangelische Kirche, im Kern auf das Mittelalter zurückgehend | 094 90305          | Baudenkmal     | Dorfkirche Käcklitz |

### Mellin
| Lage               | Bezeichnung    | Beschreibung                   | Erfassungs- nummer | Ausweisungsart | Bild           |
| ------------------ | -------------- | ------------------------------ | ------------------ | -------------- | -------------- |
| Dorfstraße (Karte) | Kriegerdenkmal | Kriegerdenkmal Mellin          | 094 30559          | Baudenkmal     | Kriegerdenkmal |
| Im Dorfe 9 (Karte) | Kirche         | Evangelische Dorfkirche Mellin | 094 30558          | Baudenkmal     | Weitere Bilder |

### Neumühle
| Lage                                                                                           | Bezeichnung | Beschreibung                          | Erfassungs- nummer | Ausweisungsart | Bild    |
| ---------------------------------------------------------------------------------------------- | ----------- | ------------------------------------- | ------------------ | -------------- | ------- |
| etwa 2 km südlich der Ortslage östlich des Tangelnschen Baches unterhalb des Schlosses (Karte) | Bauernhof   |                                       | 094 30561          | Baudenkmal     | BW      |
| etwa 2 km südlich der Ortslage, im Wald östlich auf Anhöhe über dem Tangelnschen Bach (Karte)  | Schloss     | 1938–42 erbaut, Architekt Paul Bonatz | 094 30560          | Baudenkmal     | Schloss |

### Peertz
| Lage               | Bezeichnung | Beschreibung | Erfassungs- nummer | Ausweisungsart | Bild   |
| ------------------ | ----------- | ------------ | ------------------ | -------------- | ------ |
| Dorfstraße (Karte) | Kirche      |              | 094 90291          | Baudenkmal     | Kirche |

### Poppau
| Lage               | Bezeichnung           | Beschreibung                                                        | Erfassungs- nummer | Ausweisungsart | Bild                  |
| ------------------ | --------------------- | ------------------------------------------------------------------- | ------------------ | -------------- | --------------------- |
| Dorfstraße (Karte) | Dorfkirche Poppau     | evangelische Kirche aus dem jahr 1905 im Stil der Neoromanik        | 094 90292          | Baudenkmal     | Dorfkirche Poppau     |
| Dorfstraße (Karte) | Kriegerdenkmal Poppau | Kriegerdenkmal für die Gefallenen des Ersten und Zweiten Weltkriegs | 094 90293          | Baudenkmal     | Kriegerdenkmal Poppau |

### Siedengrieben
| Lage               | Bezeichnung | Beschreibung         | Erfassungs- nummer | Ausweisungsart | Bild   |
| ------------------ | ----------- | -------------------- | ------------------ | -------------- | ------ |
| Dorfstraße (Karte) | Kirche      | Evangelische Kirche. | 094 90314          | Baudenkmal     | Kirche |

### Stapen
| Lage                 | Bezeichnung | Beschreibung | Erfassungs- nummer | Ausweisungsart | Bild   |
| -------------------- | ----------- | ------------ | ------------------ | -------------- | ------ |
| Dorfstraße (Karte)   | Kirche      |              | 094 90315          | Baudenkmal     | Kirche |
| Dorfstraße 3 (Karte) | Wohnhaus    |              | 094 90316          | Baudenkmal     | BW     |

### Tangeln
| Lage                           | Bezeichnung    | Beschreibung                                                            | Erfassungs- nummer | Ausweisungsart | Bild   |
| ------------------------------ | -------------- | ----------------------------------------------------------------------- | ------------------ | -------------- | ------ |
| Ahlumer Straße 89, 89a (Karte) | Mühle          |                                                                         | 094 30552          | Baudenkmal     | Mühle  |
| Altdorf (Karte)                | Kirche         | Evangelische Dorfkirche, eine der Sieben verkehrten Kirchen der Altmark | 094 30553          | Baudenkmal     | Kirche |
| Altdorf (Karte)                | Kriegerdenkmal |                                                                         | 094 30554          | Baudenkmal     | BW     |

## Legende
In den Spalten befinden sich folgende Informationen:
- Lage: Nennt den Straßennamen und wenn vorhanden die Hausnummer des Kulturdenkmals. Die Grundsortierung der Liste erfolgt nach dieser Adresse. Der Link „Karte“ führt zu verschiedenen Kartendarstellungen und nennt die geographischen Koordinaten.
Link zu einem Kartenansichtstool, um Koordinaten zu setzen. In der Kartenansicht sind Baudenkmale ohne Koordinaten mit einem roten bzw. orangen Marker dargestellt und können in der Karte gesetzt werden. Baudenkmale ohne Bild sind mit einem blauen bzw. roten Marker gekennzeichnet, Baudenkmale mit Bild mit einem grünen bzw. orangen Marker.
- Offizielle Bezeichnung: Nennt den Namen, die Bezeichnung oder zumindest die Art des Kulturdenkmals und verlinkt, soweit vorhanden, auf den Artikel zum Objekt.
- Beschreibung: Nennt bauliche und geschichtliche Einzelheiten des Kulturdenkmals, vorzugsweise die Denkmaleigenschaften.
- Erfassungsnummer: Für jedes Kulturdenkmal wird in Sachsen-Anhalt eine 20stellige Erfassungsnummer vergeben. Die letzten zwölf Ziffern werden für die Untergliederung nach Teilobjekten genutzt und werden nur angegeben, soweit vergeben. In dieser Spalte kann sich folgendes Icon  befinden, dies führt zu Angaben zu diesem Baudenkmal bei Wikidata.
- Ausweisungsart: Die Einordnung des Denkmales nach § 2 Abs. 2 DenkmSchG LSA
- Bild: Ein Bild des Denkmales, und gegebenenfalls einen Link zu weiteren Fotos des Kulturdenkmals im Medienarchiv Wikimedia Commons. Wenn man auf das Kamerasymbol klickt, können Fotos zu Kulturdenkmalen aus dieser Liste hochgeladen werden: